# غاري شيفيلد
غاري شيفيلد (بالإنجليزية: Gary Sheffield)‏ هو لاعب كرة قاعدة أمريكي، ولد في 18 نوفمبر 1968 في تامبا في الولايات المتحدة.

## وصلات خارجية
- غاري شيفيلد على موقع دوري كرة القاعدة الرئيسي (الإنجليزية)
- غاري شيفيلد على موقعبيزبول رفرنس.كوم (الدوري الرئيسي) (الإنجليزية)
- غاري شيفيلد على موقعبيزبول رفرنس.كوم (الدوري الثانوي) (الإنجليزية)
- غاري شيفيلد على موقع إي إس بي إن.كوم (أم.أل.بي) (الإنجليزية)
- غاري شيفيلد على موقع مشجعي الرسوم البيانية (الإنجليزية)
- غاري شيفيلد على موقع إن إن دي بي (الإنجليزية)